# Nazionale maschile di rugby a 15 della Cina
La nazionale di rugby a XV della Cina rappresenta il proprio paese nelle competizioni di rugby internazionali.
Non ha mai partecipato alla Coppa del mondo.